# Ludo Van Der Linden
Ludo Van Der Linden (Herentals, 27 januari 1951 - Lier, 14 december 1983) was een Belgisch wielrenner. Hij was beroepsrenner van 1972 tot 1978.

## Carrière
Als prof behaalde hij een vijftal overwinningen, maar zijn belangrijkste overwinning behaalde bij de toenmalige liefhebbers. In 1971 werd hij wereldkampioen ploegentijdrit over een afstand van 100 km. In Mendrisio behaalde hij de titel samen met Louis Verreydt, Gustaaf Hermans en Gustaaf Van Cauter. Het zilver was voor Nederland met Fedor den Hertog, Adri Duyker, Frits Schür en Aad van den Hoek.

## Resultaten in voornaamste wedstrijden
| Jaar | Ronde van Vlaanderen | Parijs-Roubaix | Luik-Bast.‑Luik |
| ---- | -------------------- | -------------- | --------------- |
| 1972 |                      | 48e            |                 |
| 1973 |                      |                | 65e             |
| 1974 | 50e                  |                |                 |